# Luigi Bonazzi
Luigi Bonazzi (* 19. června 1948 Gandino) je italský římskokatolický duchovní, arcibiskup a bývalý diplomat.

## Život
Narodil se 19. června 1948 v Gandinu.
Vstoupil do kněžského semináře v Bergamu. Dne 30. června 1973 byl biskupem Clementem Gaddim vysvěcen na kněze a inkardinován do diecéze Bergamo. Pokračoval ve studiu teologie a psychologie. Roku 1977 nastoupil na Papežskou církevní akademii a o tři roky později vstoupil do diplomatických služeb Svatého stolce. Sloužil na apoštolských nunciaturách v Kamerunu, na Trinidadu, na Maltě, ve Španělsku, Spojených státech amerických, v Itálii a Kanadě.
Dne 19. června 1999 jej papež Jan Pavel II. jmenoval apoštolským nunciem na Haiti a titulárním arcibiskupem z Atelly. Biskupské svěcení přijal 26. srpna z rukou kardinála Angela Sodana a spolusvětiteli byli biskup Roberto Amadei a biskup Lino Bortolo Belotti. Dne 30. března 2004 byl převeden jako nuncius na Kubu.
Dne 14. března 2009 byl papežem Benediktem XVI. ustanoven nunciem v Estonsku a Litvě. Dne 25. března mu byla přidána nunciatura v Lotyšsku. Dne 18. prosince 2013 jej papež František jmenoval apoštolským nunciem v Kanadě a 10. prosince 2020 v Albánii.
Dne 21. ledna 2025 přijal papež jeho rezignaci z důvodu dosažení kanonického věku 75 let.